# متا توربرنیت
متا توربرنیت (به انگلیسی: Meta_torbernite) با فرمول شیمیایی Cu[UO2 - PO4]2. 8H2O از مجموعه کانی هاست و دارای رادیواکتیویته شدید شبیه توربرنیت با کلمه متابرای کمترین مقدار آب آن است. CuO:۸٫۴۸٪ UO۳:۶۱٫۰۱٪ P2O۵:۱۵٫۱۴٪ H2O:۱۵٫۳۷٪ برای اولین بار در انگلستان کشف شد و از نظر شکل بلور: پهن و کوتاه، رنگ: سبزروشن تا سبز تیره، شفافیت: شفاف - نیمه شفاف، جلا: شیشه‌ای - صدفی، رخ: خوب، سیستم تبلور: تتراگونال و در رده‌بندی فسفات است و منشأ تشکیل آن ثانوی است.
، از نظر ژیزمان بلوری - آگرگاتهای فلسی و گل مانند - پسودومرف یافت می‌شود.